# Nied (rzeka)
Nied – rzeka we Francji (departament Mozela) i Niemczech (Saara), o długości 114 km. Stanowi dopływ lewego brzegu rzeki Saara.